# John Charles Haines

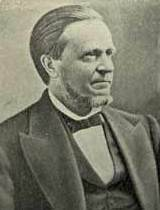
John Charles Haines

John Charles Haines (* 26. Mai 1818 in Deerfield, Oneida County, New York; † 4. Juli 1896 bei Waukegan, Illinois) war ein US-amerikanischer Politiker. Zwischen 1858 und 1860 war er Bürgermeister der Stadt Chicago.

## Werdegang
Über die Jugend und Schulausbildung von John Haines ist nichts überliefert. Seit 1834 lebte er in der damals noch jungen Stadt Chicago. Seit 1846 betrieb er dort zusammen mit einem Partner mehrere Getreidemühlen. Seit 1854 war er auch am Ausbau der Wasserversorgung der Stadt Chicago beteiligt. Gleichzeitig schlug er eine politische Laufbahn ein. Von 1848 bis 1854 saß er im Stadtrat. Er war zwei Mal Wasserbeauftragter von Chicago; 1874 zog er in den Senat von Illinois ein.
1858 wurde Haines zum Bürgermeister von Chicago gewählt. Dieses Amt bekleidete er nach einer Wiederwahl zwischen 1858 und 1860. Seine Parteizugehörigkeit wird in den Quellen unterschiedlich angegeben. Möglicherweise wechselte er von den Demokraten zu den Republikanern. Haines war auch Mitglied im Vorstand der Chicago Historical Society und des Gesundheitsausschusses seiner Stadt. Im Jahr 1869 nahm er als Delegierter an einem Verfassungskonvent des Staates Illinois teil. Er verbrachte seinen Lebensabend auf seiner kleinen Farm nahe Waukegan, wo er am 4. Juli 1896 verstarb.